# Polizeifahrzeug

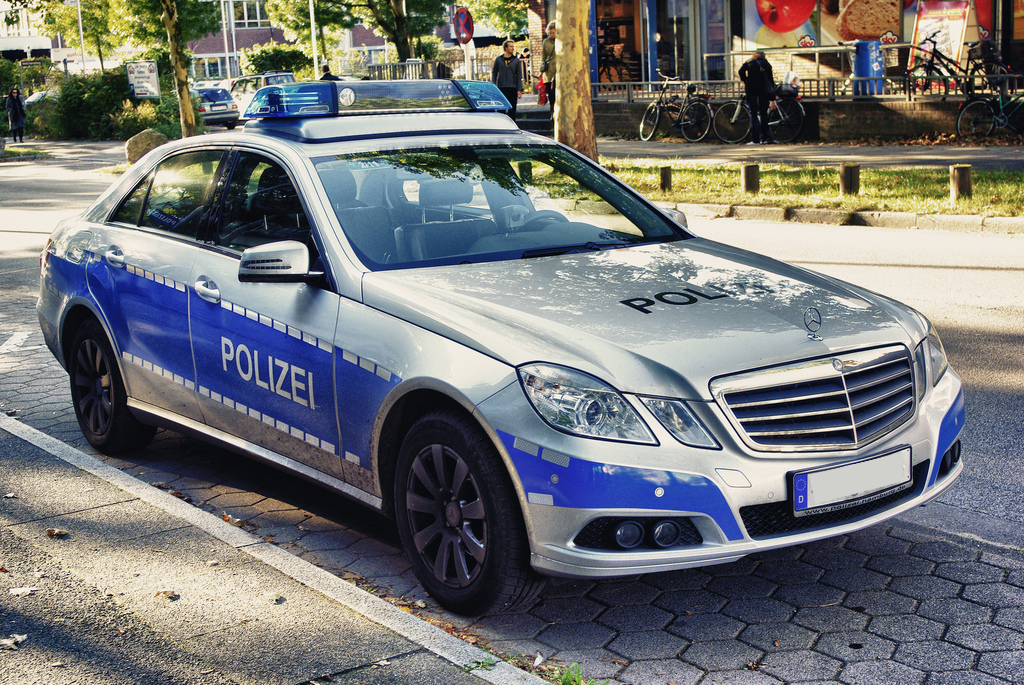
Mercedes-Benz Baureihe 212 („Peterwagen“) der Polizei Hamburg als Polizeifahrzeug

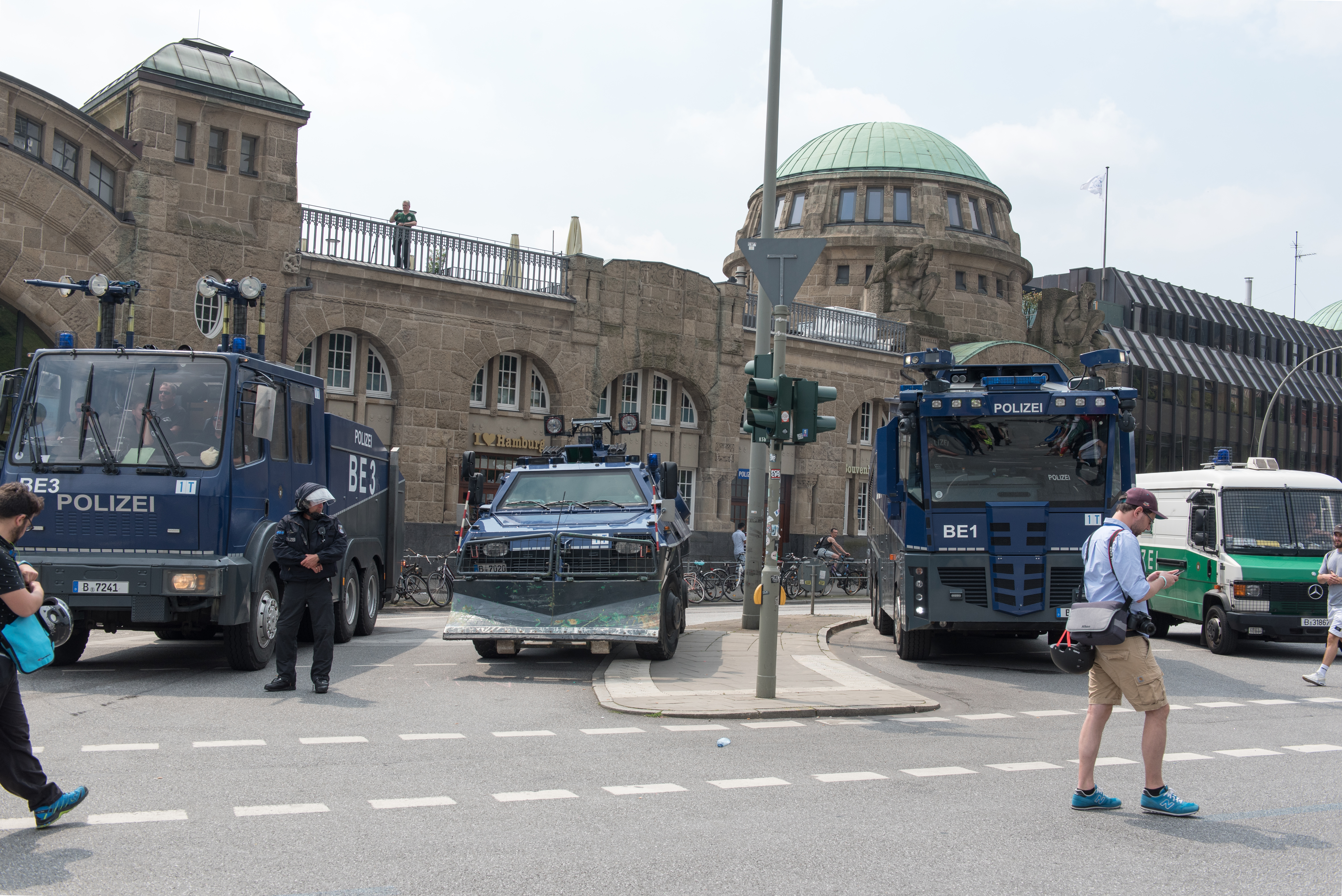
Verschiedene schwere Einsatzfahrzeuge der deutschen Polizei bei einer Demonstration

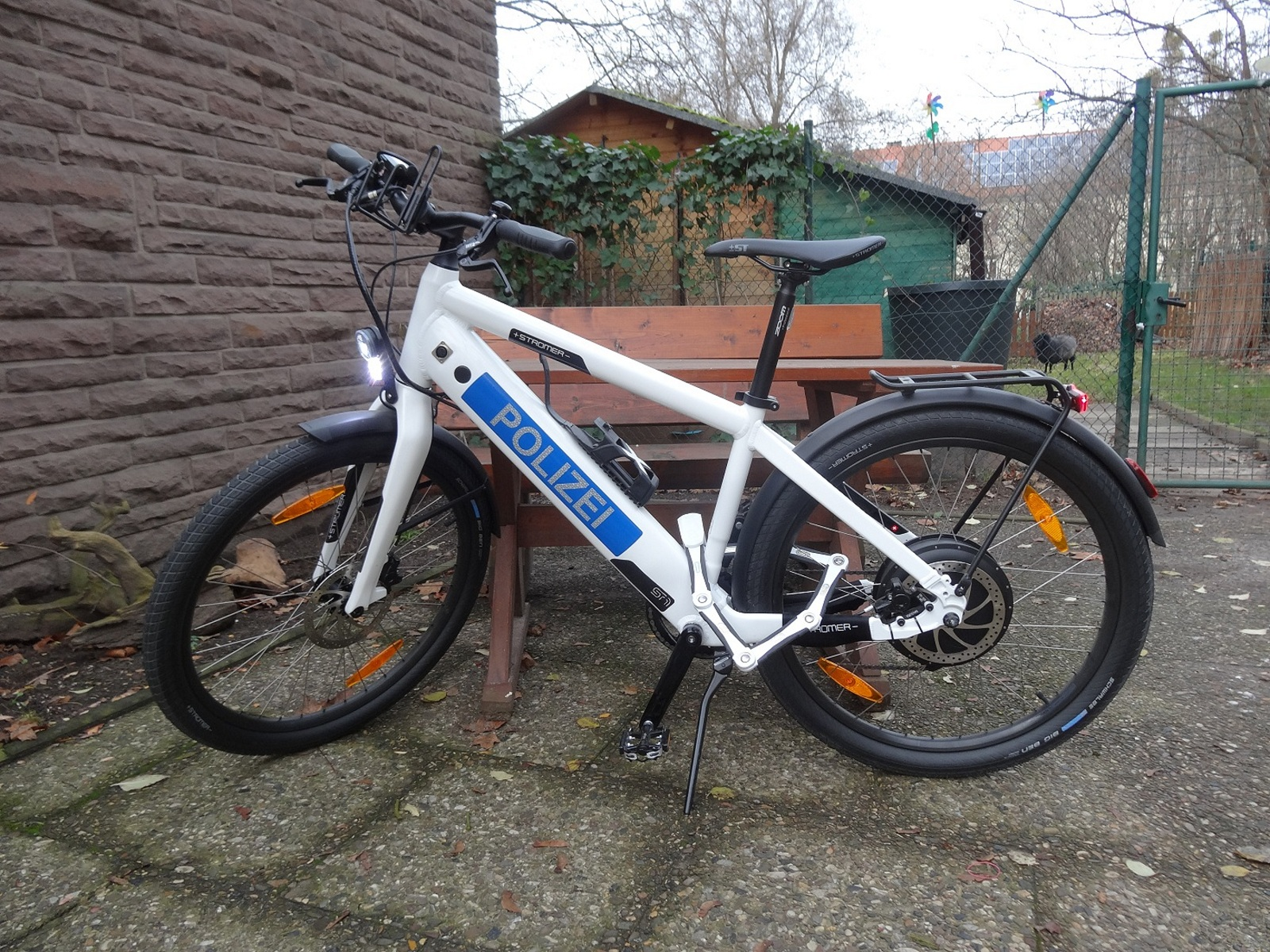
Polizeifahrrad in Niedersachsen

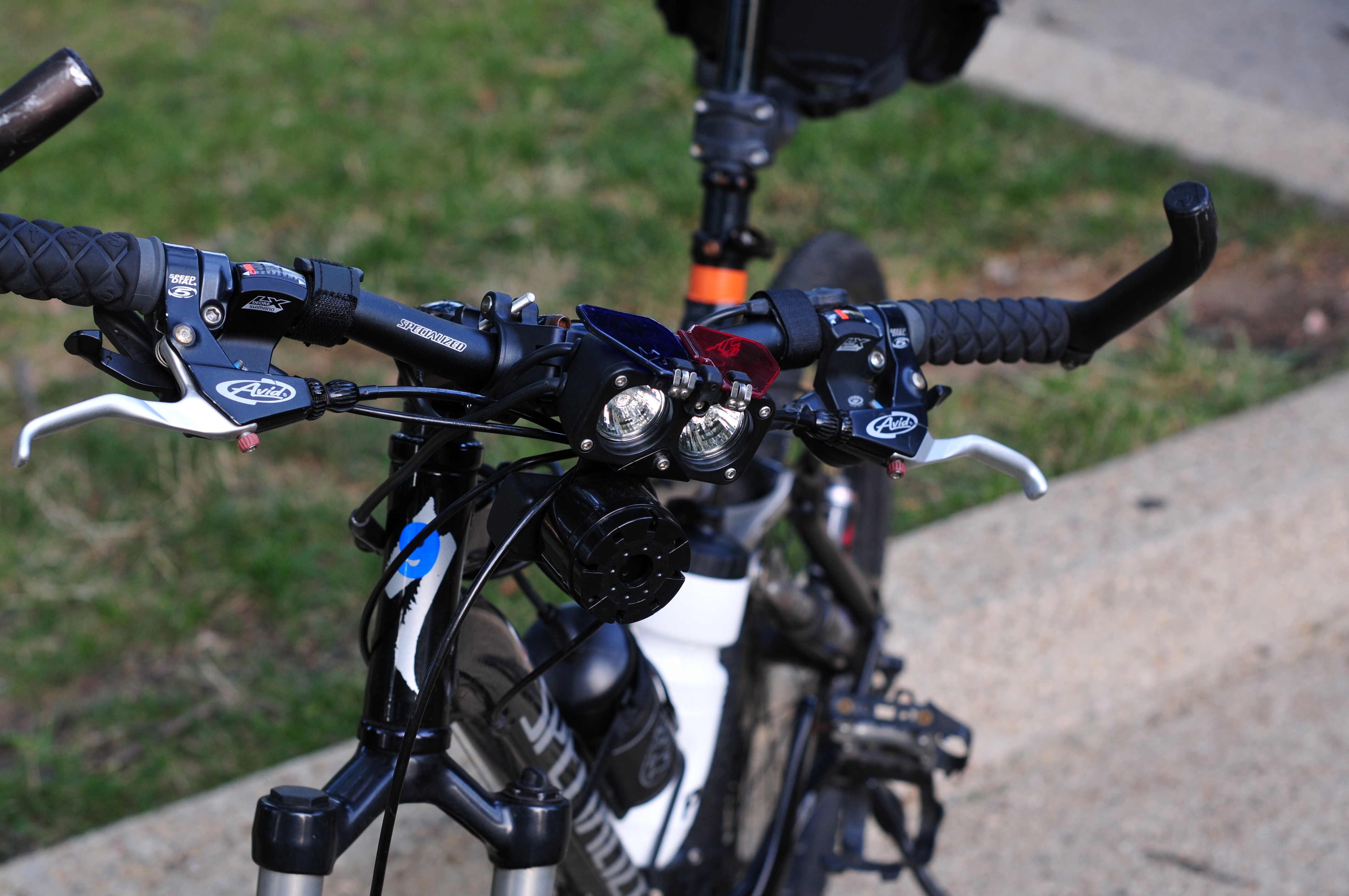
Fahrrad der United States Capitol Police, Washington D.C. mit Warnlichtern und Signalhorn

Polizeifahrzeuge sind Dienstfahrzeuge der Polizei und zählen zu deren Führungs- und Einsatzmitteln. Die überwiegende Anzahl der Polizeifahrzeuge sind uniformierte Kraftfahrzeuge (Einsatzfahrzeuge), die auch verkehrsrechtliche Wegerechte in Anspruch nehmen können. Sie sind ein unentbehrliches Arbeitsmittel im Außendienst (z. B. Streifendienst, Überwachung des fließenden Verkehrs, Eskorten bei Staatsbesuchen und geschlossene Einsätze).

## Einsatzfahrzeuge
- Streifenwagen bzw. Funkstreifenwagen (FuStW), in Berlin Einsatzwagen Abschnitt (EWA), historisch auch Funkwagen, Notrufwagen, Schnellpatrouillenwagen
- Polizeimotorrad (vornehmlich Krad-Streife)
- Gruppenkraftwagen (GruKW), (u. a. bei Einsatzhundertschaften)
- Halbgruppenkraftwagen (HGruKW), meist Kleinbusse (u. a. bei Einsatzhundertschaften)
- Gefangenenkraftwagen (GefKW) oder (Ver-)Schubbusse für den Gefangenentransport in verschiedenen Größen (vom Kleinbus bis zum Reisebus)
- Wasserwerfer (WaWe) der technischen Einsatzeinheiten
- Lichtmastkraftwagen (LiMaKW) für die Ausleuchtung von Einsatzstellen
- Befehlskraftwagen (BefkW) in verschiedenen Größen
- Diensthundführerkraftwagen (DHFüKW, auch DHuFüKW), früher meist Kombis, heutzutage oft Kleinbusse
- Fahrzeuge der Zivilstreifen und der Kriminalpolizei
- Sanitätskraftwagen
- Beweissicherungs- und Dokumentationskraftwagen (BeDoKW), Vorgängermodelle Beweissicherungskraftwagen (BeSiKW), zur videotechnischen Aufzeichnung von Ereignissen
- Prüfkraftwagen (PrüfKW) zur Verkehrsüberwachung
- Videoübertragungsfahrzeug (Abbildung)
- Lautsprecherkraftwagen (LauKW)
- Unimogs und andere Zugmaschinen (BePo, BPol), oft als ZuMiLa (Zugmaschine mit Ladeeinrichtung) bezeichnet.
- Küchenkraftwagen (für Großeinsätze)
- Sonderwagen (SW, gepanzert)
- selbstfahrende Arbeitsmaschinen (z. B. Radlader, Gabelstapler/Flurförderfahrzeuge, kleine Mobilkrane)
- Polizeibus
- Segway Personal Transporter (Freiburg im Breisgau; Pilotprojekte in Saarbrücken und Regensburg[1])
- Polizeifahrrad (für Streifenfahrten)
- Anhänger zu oben genannten Fahrzeugen

Dabei ist zu unterscheiden, ob diese uniformiert (Anstrich und Aufschrift) oder zivil ausgestaltet sind. Allerdings ist ein Polizeifahrzeug auch dann ein Solches, wenn es in zivil verwendet wird.
Zu einem überwiegenden Teil sind sämtliche Fahrzeuge mit blauer Rundumkennleuchte und Folgetonhorn, BOS-Funkgeräte sowie Anhaltesignalgeber ausgestattet.
In anderen Nationen sind auch andere Lichter- und Schallführungen als das in Deutschland bekannte „Blaulicht“ (Rundumkennleuchte) und das ebenfalls in Deutschland bekannte „Martinshorn“ (Folgetonhorn) gebräuchlich.
Im Sinn der vom Gesetzgeber getroffenen Definitionen zählen auch Polizeihubschrauber (als Luftfahrzeug) sowie Boote und Schiffe (als Wasserfahrzeug) der Polizeien bzw. Küstenwachen zu den  Polizeifahrzeugen. Allerdings ist bei Küstenwachen zu beachten, dass diese in vielen Staaten nicht unbedingt der Polizei, sondern der Marine, dem Zoll oder den Finanzbehörden zugehörig sind und selbst in Deutschland die Küstenwache lediglich durch eine definierte Zusammenarbeit zwischen Länder- und Bundespolizeien, Zoll, Bundesamt für Seeschifffahrt und Hydrographie sowie der Fischereiaufsicht entstanden ist. In dem Sinne ist nicht jedes Wasserfahrzeug der Küstenwache, obwohl die Küstenwache immer auch schifffahrtspolizeiliche Aufgaben wahrzunehmen hat und durchsetzen darf, ein Polizeifahrzeug.

## Abbildungen

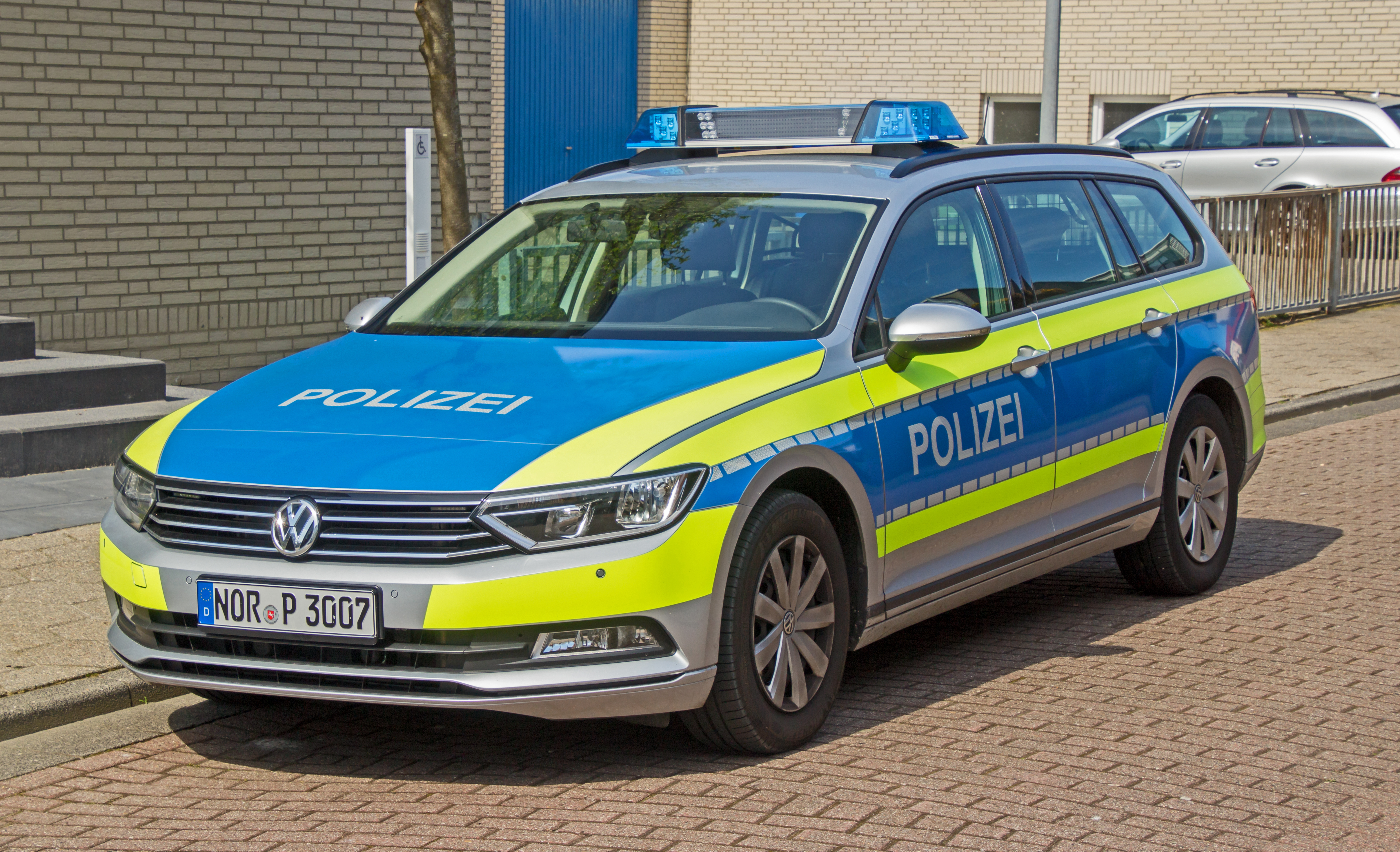
Einsatzfahrzeug der Niedersächsischen Polizei auf Norderney
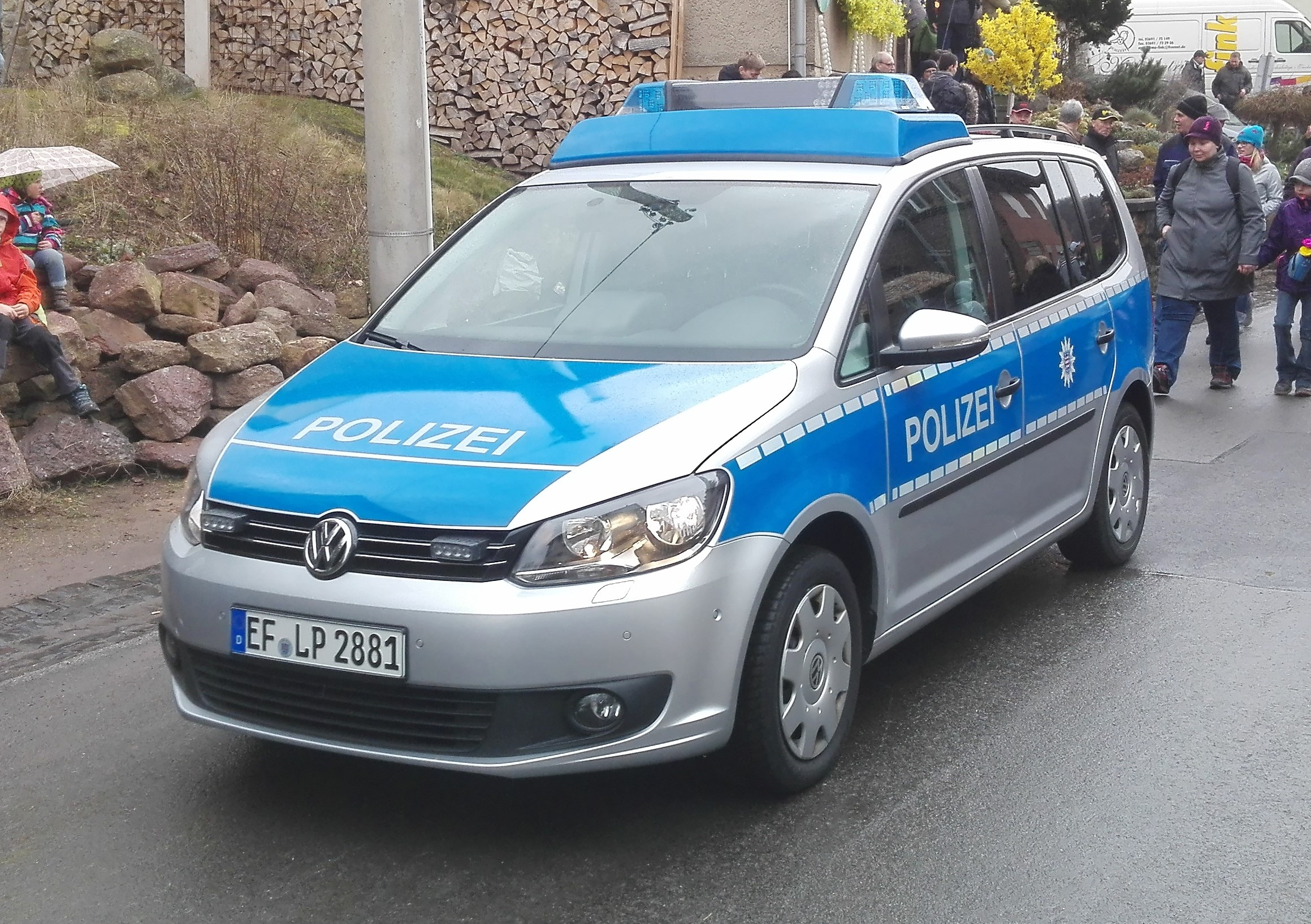
Streifenwagen Volkswagen Touran der Thüringer Polizei
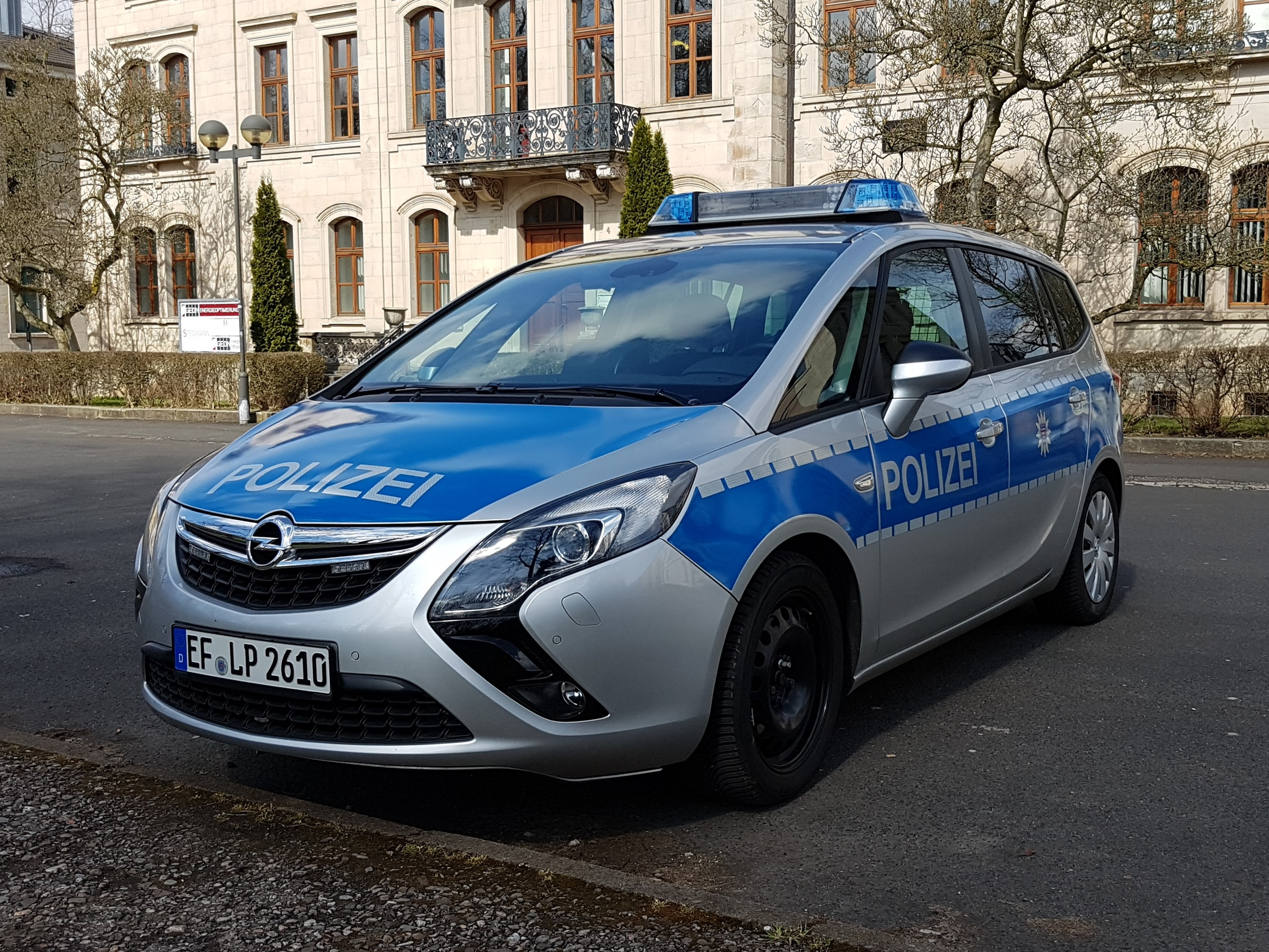
Streifenwagen Opel Zafira der Thüringer Polizei
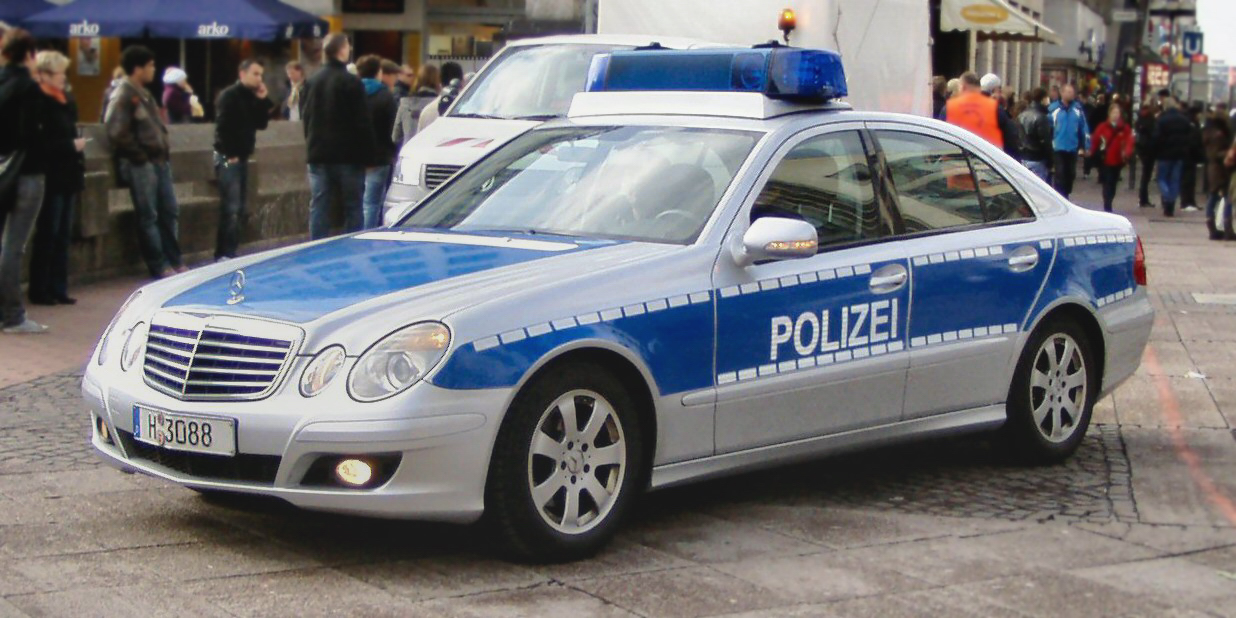
Niedersächsischer Streifenwagen in blau-silberner Farbgebung
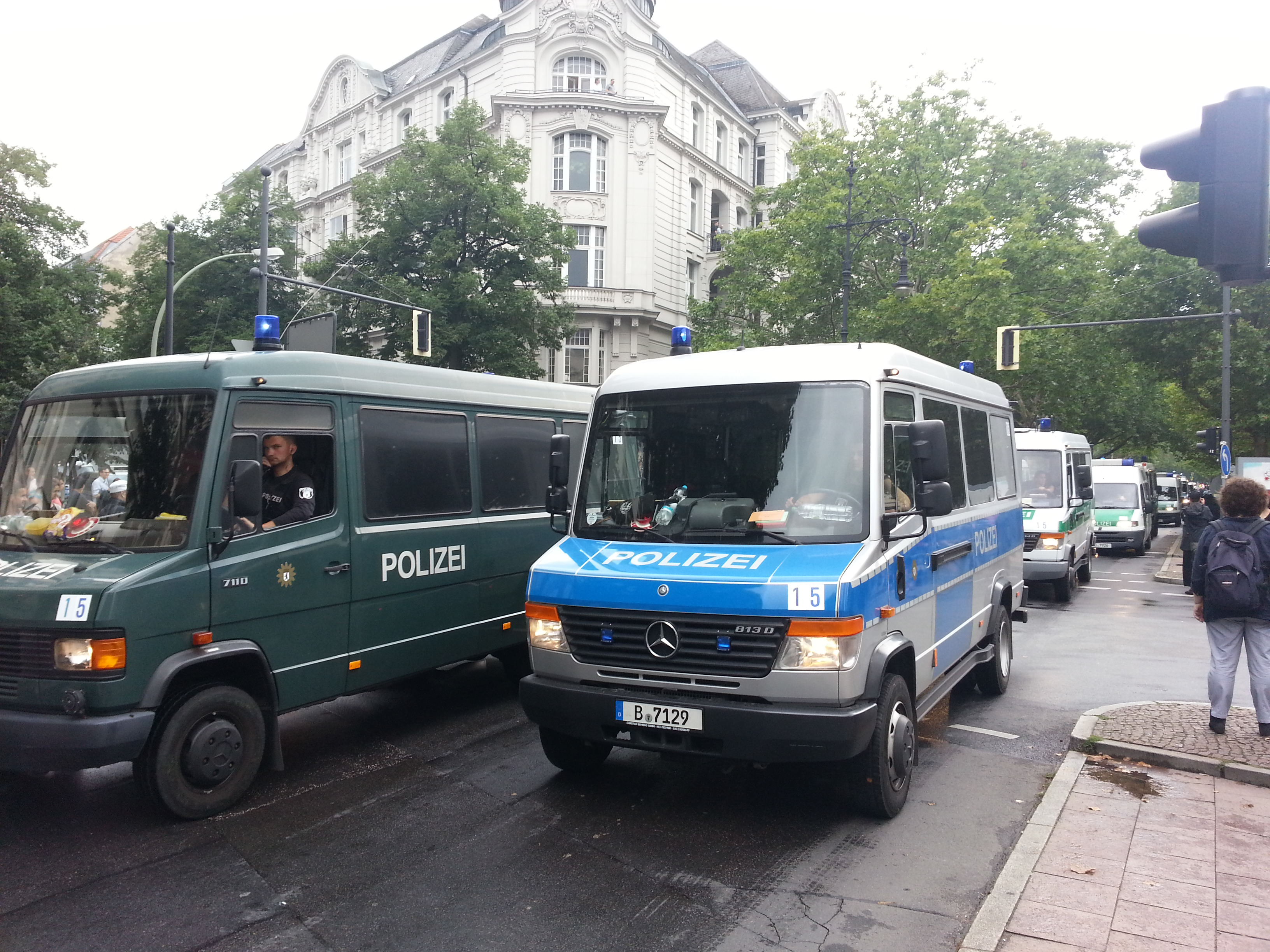
Berliner „Wanne“, Mercedes-Benz T2 in alter und neuer Farbgebung
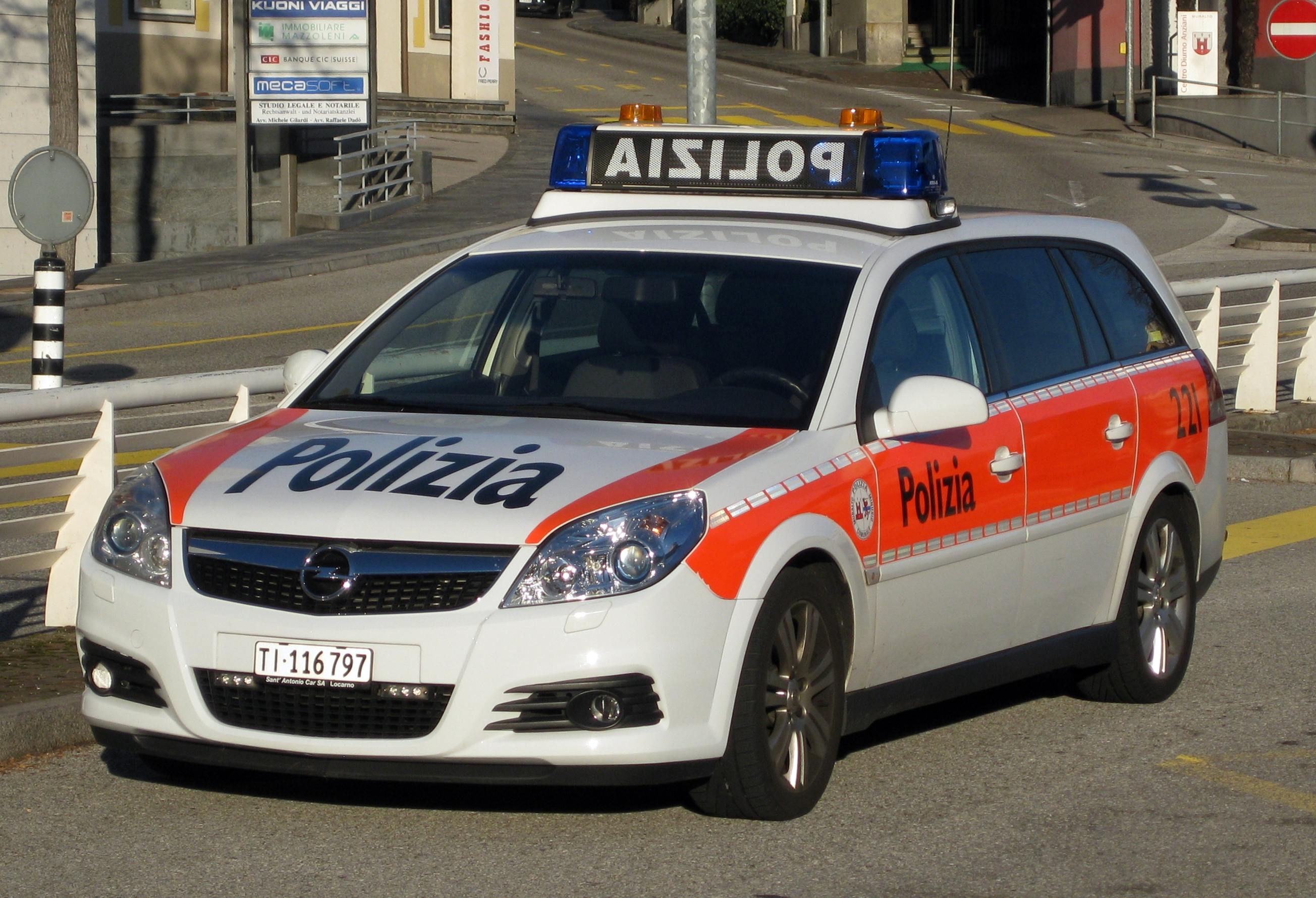
Schweizer Polizei-Einsatzfahrzeug der kommunalen Polizei von Muralto und Minusio in Locarno, Kanton Tessin
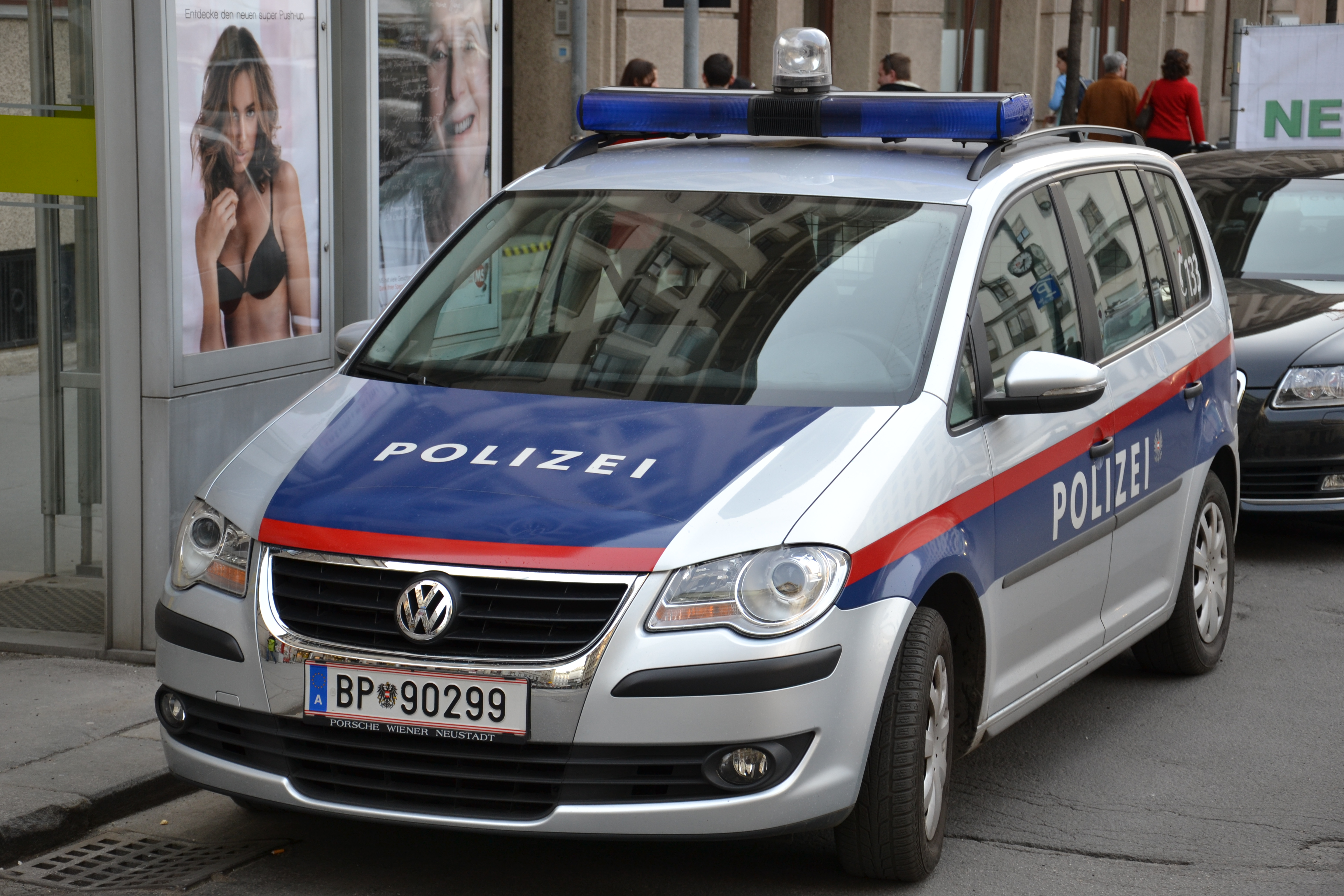
Österreichisches Polizei-Einsatzfahrzeug in blau-rot-silberner Farbgebung
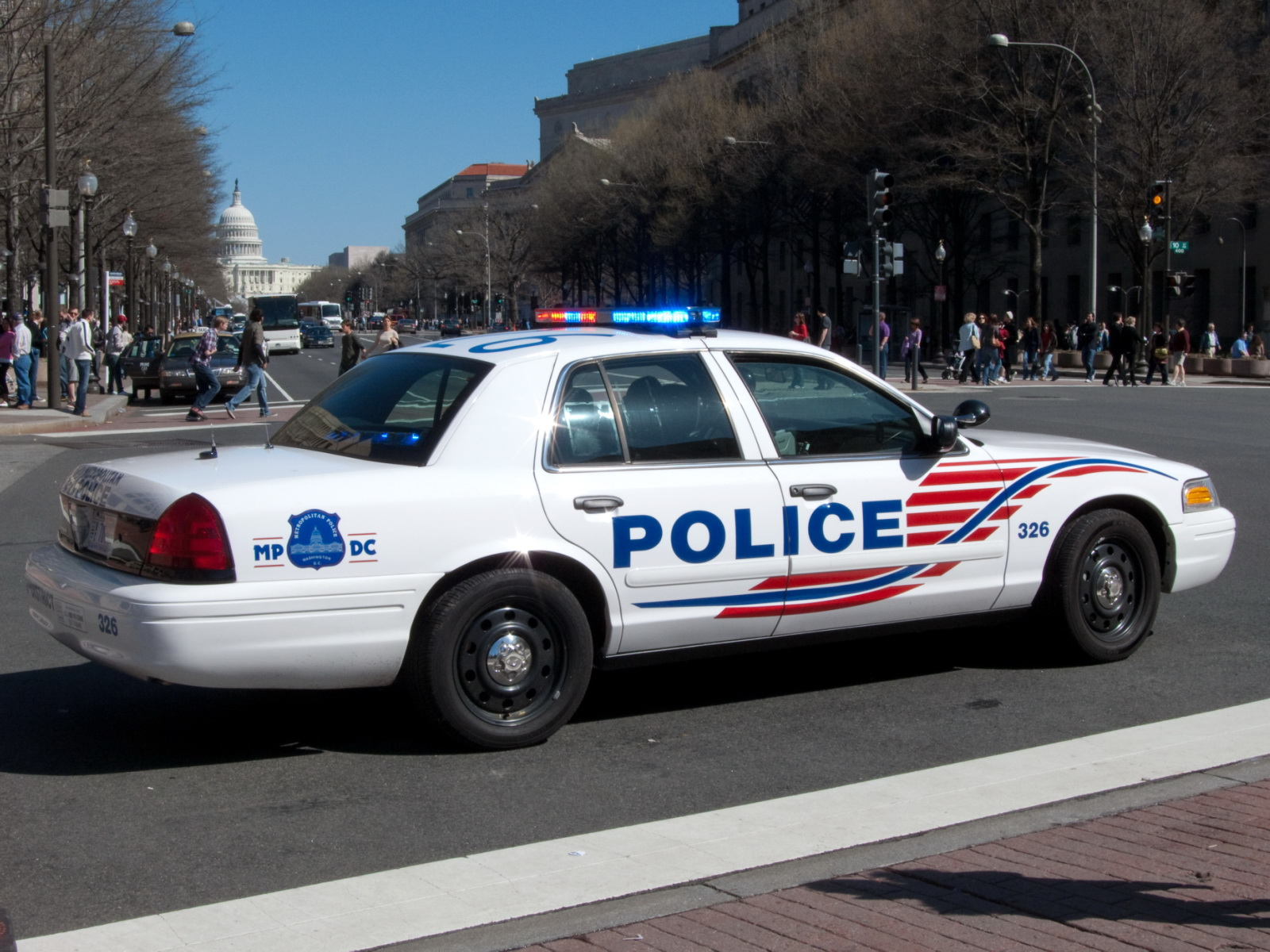
US-amerikanisches Polizei-Einsatzfahrzeug (in Washington, D.C.)
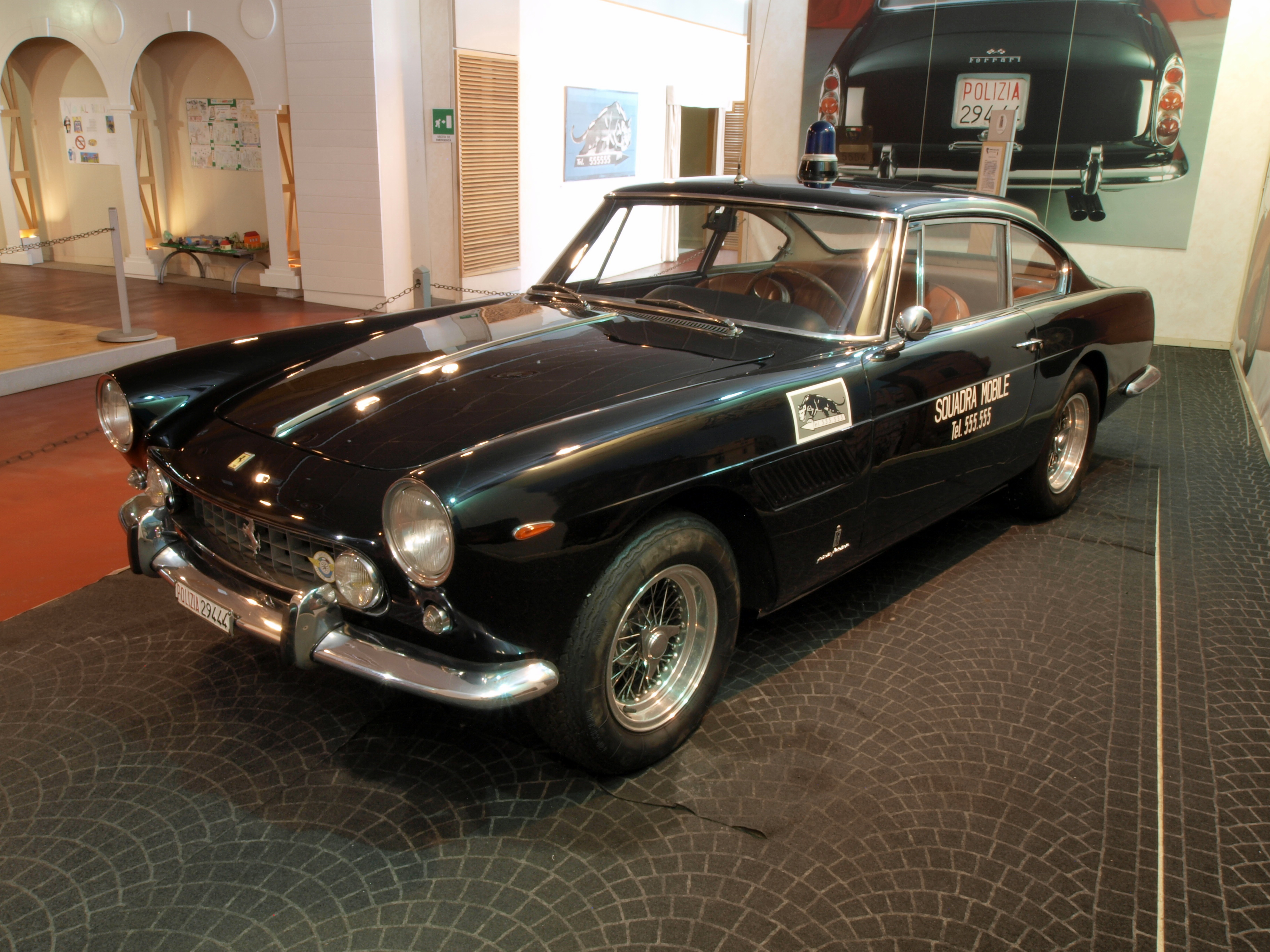
Ferrari 250 GT 2+2 der italienischen Squadra Mobile (1963)
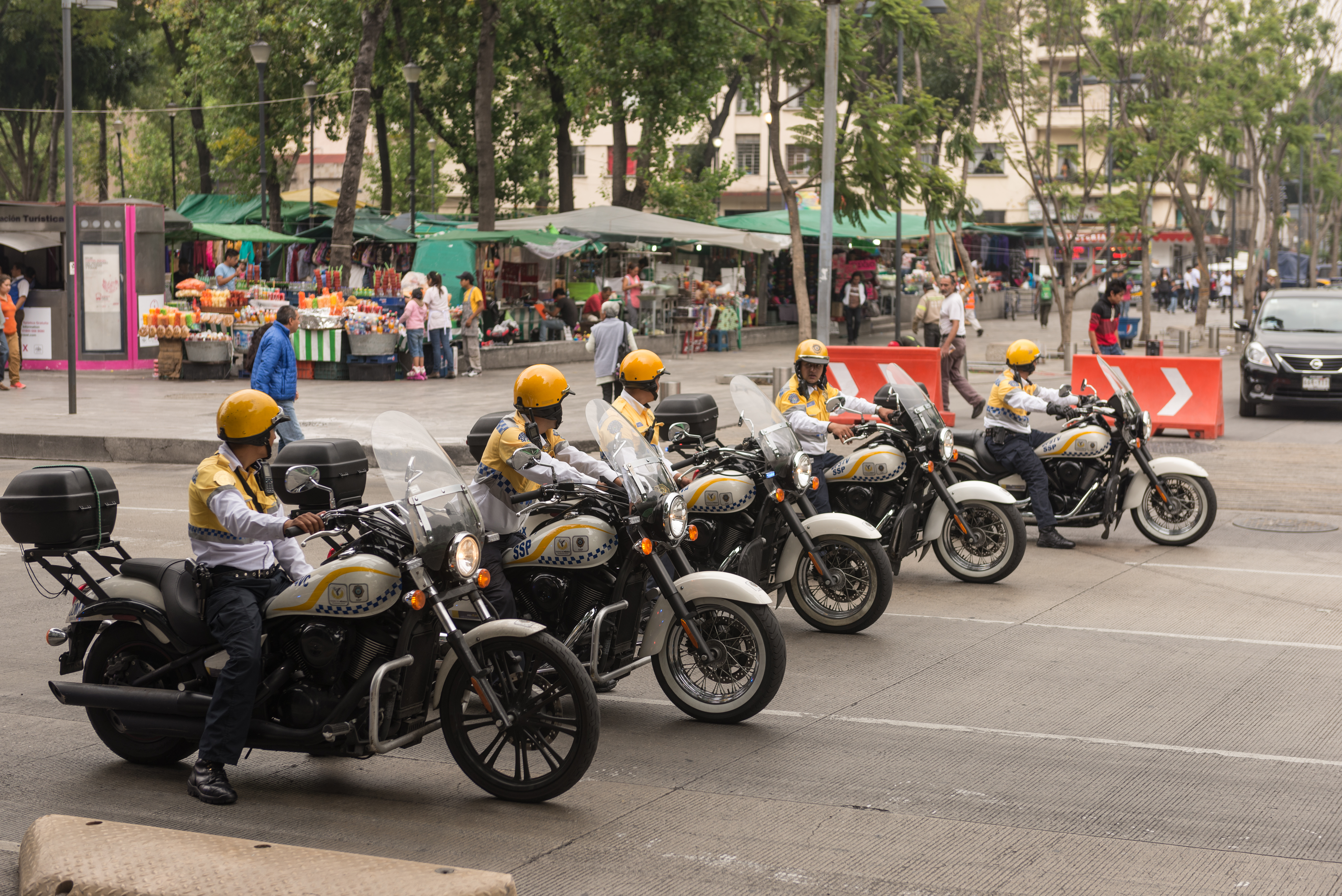
Motorräder der Secretaría de Seguridad Pública in Mexico D. F.